# Hierocles (estoico)
Hierocles (en griego: Ἱεροκλῆς; fl. siglo II d. C.) fue un filósofo estoico. Se sabe muy poco de su vida. Aulo Gelio menciona que era contemporáneo suyo, y lo describe como un «hombre circunspecto y santo».

## Obra
Hierocles es conocido por un libro titulado Elementos de Ética (en griego: Ἠθικὴ στοιχείωσις), parte del cual fue descubierto en un fragmento de papiro en Hermópolis en 1901. Dicho fragmento, de trescientas líneas, trata acerca de la autopercepción. En él se afirma que todas las aves, reptiles y mamíferos se perciben continuamente a sí mismos, así como que la autopercepción constituye la facultad primaria y más básica de todo animal. El discurso se apoya en gran medida en un concepto estoico conocido como oikeiôsis (en griego: οἰκείωσις) o pertenencia a uno mismo, basado en el hecho de que todos los animales actúan con vistas a su autopreservación y no sólo son conscientes de sí mismos sino también de ellos en relación con otros individuos. Las teorías de Hierocles sobre la autopercepción constituían parte de la base sobre la que se fundaba toda una teoría ética.
Otros fragmentos de la doctrina de Hierocles fueron recogidos y preservados por Estobeo. El más famoso describe el cosmopolitismo estoico mediante el uso de círculos concéntricos, en alusión a la oikeiôsis. Hierocles caracteriza a los individuos como si estuvieran comprendidos en una serie de círculos: el primer círculo sería la mente humana, a continuación vendría la familia inmediata, seguida por la familia extensa y la comunidad local. Luego vendrían la comunidad de ciudades vecinas, el propio país y, finalmente, la raza humana. Según Hierocles, nuestra tarea consistiría en atraer los círculos hacia el centro, traspasando a la gente hacia los círculos más interiores y haciendo así que todos los seres humanos sean objeto de consideración por nuestra parte. Por su parte, los filósofos estoicos contemporáneos Kai Whiting y Leonidas Konstantakos añadieron un círculo adicional para representar las relaciones de los estoicos y las obligaciones de cuidado hacia el medio ambiente, tal y como lo plantean en el libro Being Better: Stoicism for a World Worth Living In y en diversos artículos académicos.